# Pelagio di Emona
Pelagio di Emona, detto anche Pelagio di Costanza (Istria, III secolo – 283), è stato un martire cristiano, d'incerta esistenza, venerato come santo in Istria a partire dal V secolo e nella zona del lago di Costanza dal IX secolo.

## Agiografia

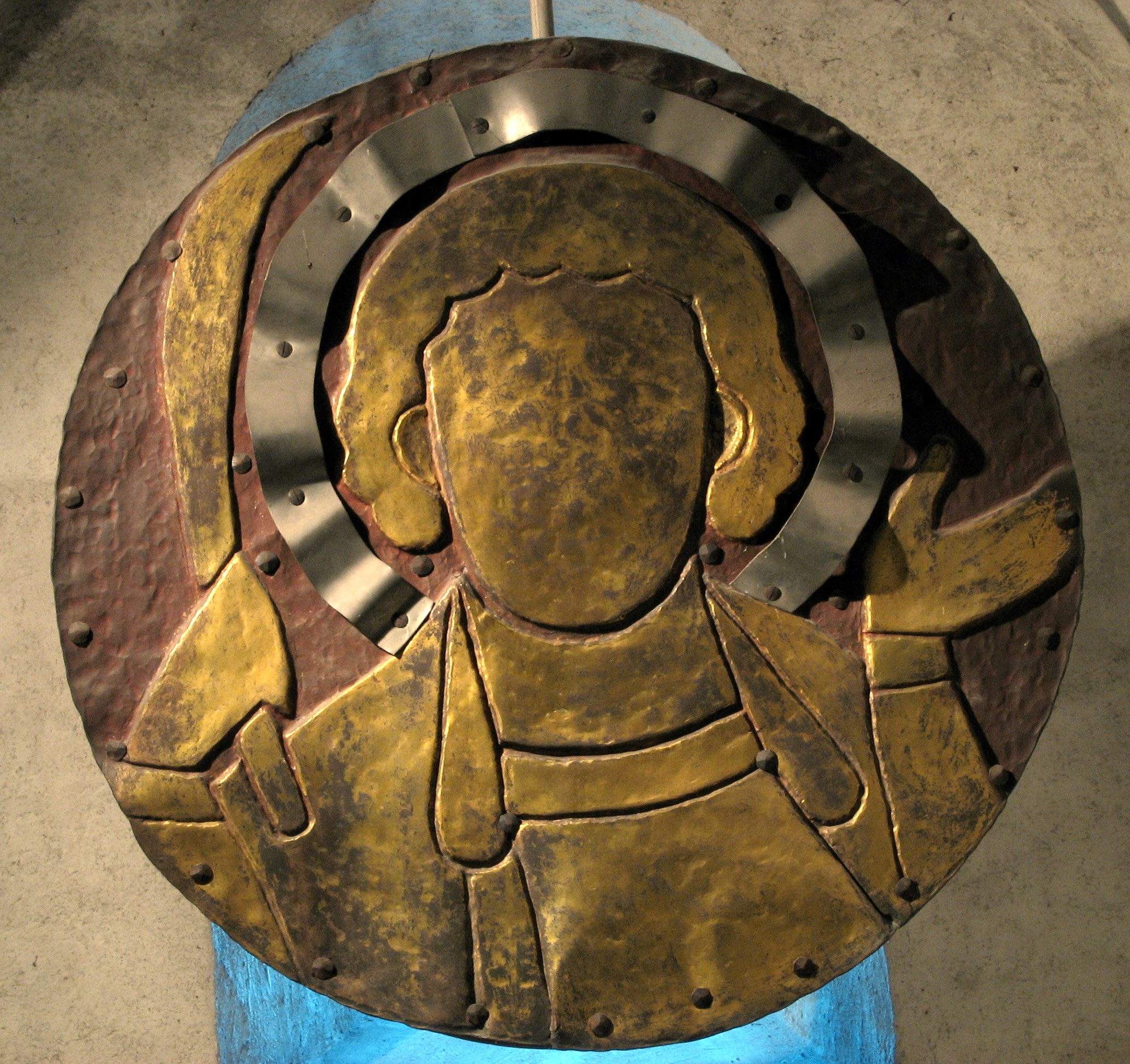
Disco in rame dorato con l'immagine a mezzo busto di san Pelagio – Cattedrale di Costanza (XII–XIII secolo)

La vita di Pelagio è descritta nella forma stereotipata di una leggenda sacra, dalla quale non si può dedurre un'effettiva ed attendibile esistenza. Fonte importante per questo è il Casus Sancti Galli, per la parte scritta da Eccardo IV di San Gallo.
Secondo la leggenda Pelagio apparteneva ad una ricca famiglia istriana e subì in giovane età il martirio in nome di Cristo, durante le persecuzioni anticristiane al tempo dell'imperatore Marco Aurelio Numeriano. La sua morte sarebbe avvenuta nel 283 o nel 284, ma la sua esistenza non è storicamente dimostrata. Il martirio avrebbe avuto luogo ad Emona in Cittanova in Pannonia, inizialmente identificata con l'istriana Novigrad, ma che oggi viene indicata con Lubiana in Slovenia.
Leggende posteriori indicano Pelagio come santo locale nella zona del lago di Costanza, mentre il luogo del martirio sarebbe stato quello della Dominikanerinsel, isola sul lago collegata alla parte vecchia della città.

## Culto

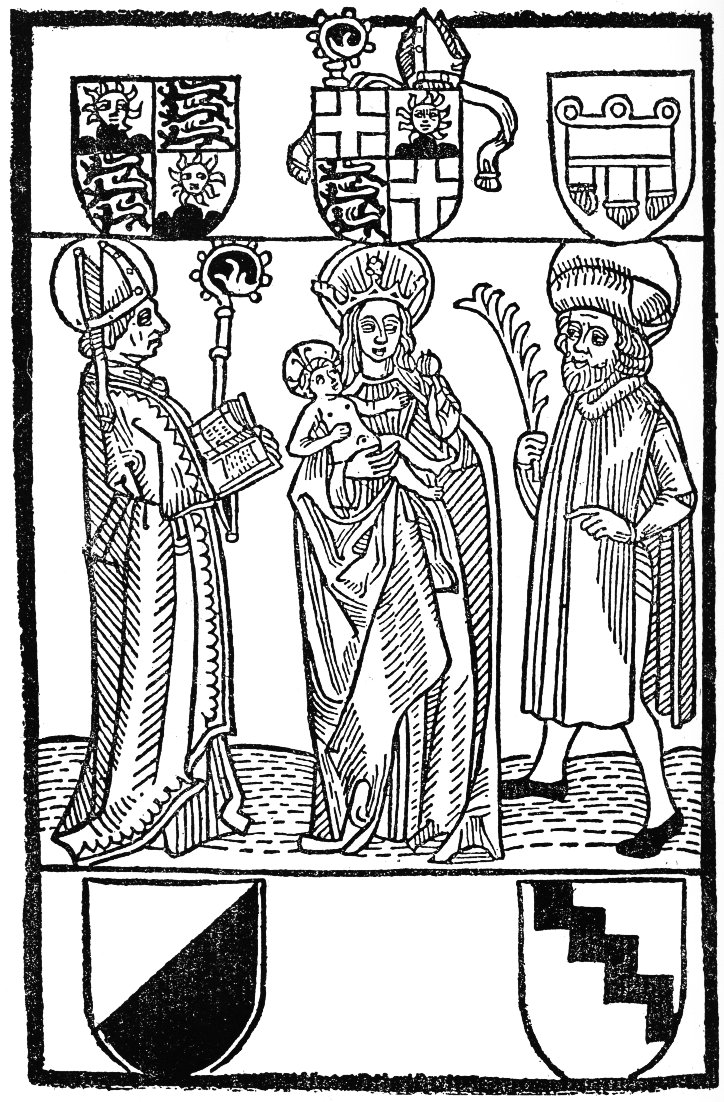
I patroni di Costanza: San Corrado, Maria e San Pelagio (a destra) su un testo liturgico episcopale del 1482

Il primo culto di un santo di nome Pelagio si trova nelle diocesi di Cittanova, Parenzo e Pola e di Trieste, in Istria. Le moderne ricerche indicano un culto iniziale nel V o VI secolo in Istria. Questo culto venne "importato" nella zona del lago di Costanza con la traslazione delle reliquie nel 904, ma era probabilmente già sviluppato qualche secolo prima.
Per l'abbazia di San Gallo vi sono prove del culto di Pelagio già nell'ultimo quarto del IX secolo e nell'abbazia di Reichenau Pelagio era forse già venerato verso l'850. In entrambe le abbazie nacquero Vite del santo la cui più antica risale al IX secolo, così il culto è descritto, fra gli altri, in una rielaborazione del Martirologio di Vandalberto di Prüm, che fu steso a Reichenau fra l'864 e l'899. In esso si trovano i versi:
(Martirologio di Vandalberto di Prüm)
Dopo la traslazione di Ekkeard IV, il vescovo di Costanza Salomone III, a seguito di un pellegrinaggio a Roma, portò nel 904 a Costanza un'importante reliquia di San Pelagio.
Le ricerche più recenti ammettono che, sulla base delle prove di cui sopra per le abbazie di San Gallo e di Reichenau, le reliquie erano già state importate a Costanza nella metà (o nella seconda metà) del IX secolo sotto il vescovato di Salomone I, che potrebbe nella medesima occasione aver anche costruito la cella episcopale della collegiata dei canonici, corredandole delle reliquie del santo. La fondazione di questa tuttavia venne attribuita a Salomone III.

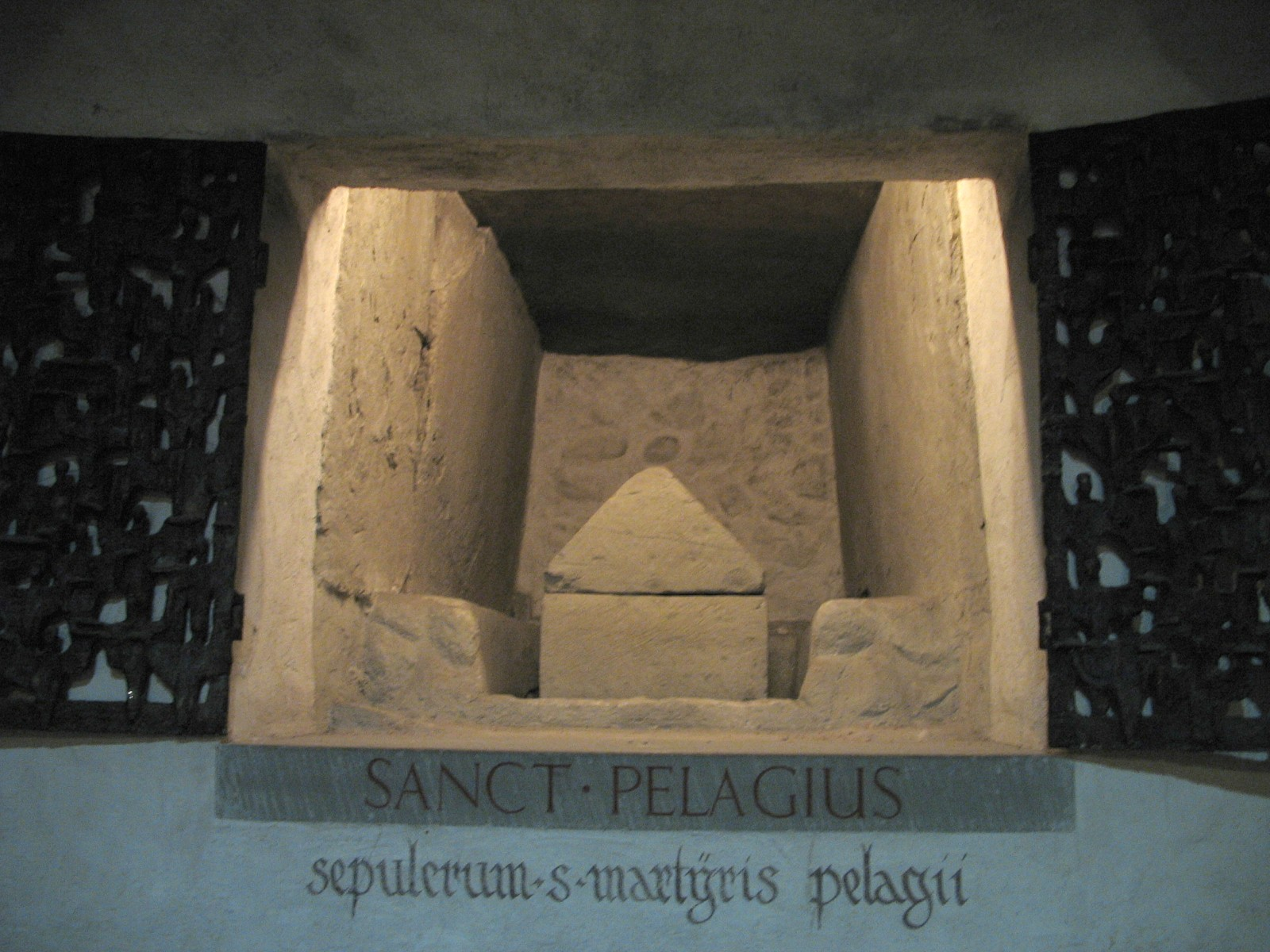
Tomba di Pelagio con reliquiario non originale nella cripta della cattedrale

Le reliquie (oggi non più conservate), secondo i risultati delle attuali ricerche erano probabilmente i resti di anonimi santi rinvenuti nelle catacombe romane. Il retroterra della traslazione fu la risoluzione del secondo concilio di Nicea del 787, per cui sotto ogni altare avrebbe dovuto esserci la reliquia di un santo. Per la sede episcopale avere un proprio santo era questione di prestigio. Con Pelagio la diocesi di Costanza acquisiva il primo santo "di casa", le cui reliquie divennero subito oggetto di pellegrinaggio.
Nel X secolo il culto di Pelagio crebbe, poiché gli venivano attribuiti numerosi miracoli. Negli Scriptorium delle abbazie di San Gallo e di Reichenau, furono redatti numerosi testi sulla vita di Pelagio. San Pelagio veniva citato nelle litanie e nei breviari. Nel XII secolo il culto del santo locale, il vescovo Corrado di Costanza (dichiarato santo nel 1123), superò gradualmente quello di Pelagio.
Ufficialmente erano entrambi patroni di pari importanza e venivano anche sempre rappresentati insieme.
Fino al XVII secolo gli allievi del ginnasio gesuitico di Costanza, lo Heinrich-Suso-Gymnasium, nelle sacre rappresentazioni, recitavano episodi della sua vita.
Con l'eccezione del periodo della riforma protestante (1522 – 1548), Pelagio fu molto venerato nella diocesi di Costanza fino al XVIII secolo, dopo di che iniziò una parabola discendente ed il suo nome cadde infine nel dimenticatoio. Nelle Messe solenni della diocesi, comunque, viene ancor oggi citato, così come nella "preghiera dei fedeli".
Le reliquie di Costanza giacevano in una camera mortuaria della cripta della Cattedrale di Costanza, che era collegata da un pozzo verticale all'altar maggiore. Per questo la chiesa nel medioevo possedeva un prezioso reliquario, che veniva regolarmente portato in processione; il giorno di san Pelagio, il 28 agosto, ci si recava con le reliquie all'Abbazia di Petershausen. Le reliquie e il reliquario andarono perdute verso il 1530 durante il periodo d'intensa iconoclastia del periodo della Riforma; probabilmente esse furono gettate nel Reno. Alcune parti delle reliquie possono essere state portate via dai canonici del Duomo nelle loro fuga verso Überlingen nel 1527, furono così salvate e dopo la ricattolicizzazione della città, nel 1548 furono riportate nel luogo originale. Il reliquario oggi installato nella cripta è un sarcofago in pietra di origine sconosciuta.

## Memoria liturgica e patrocini

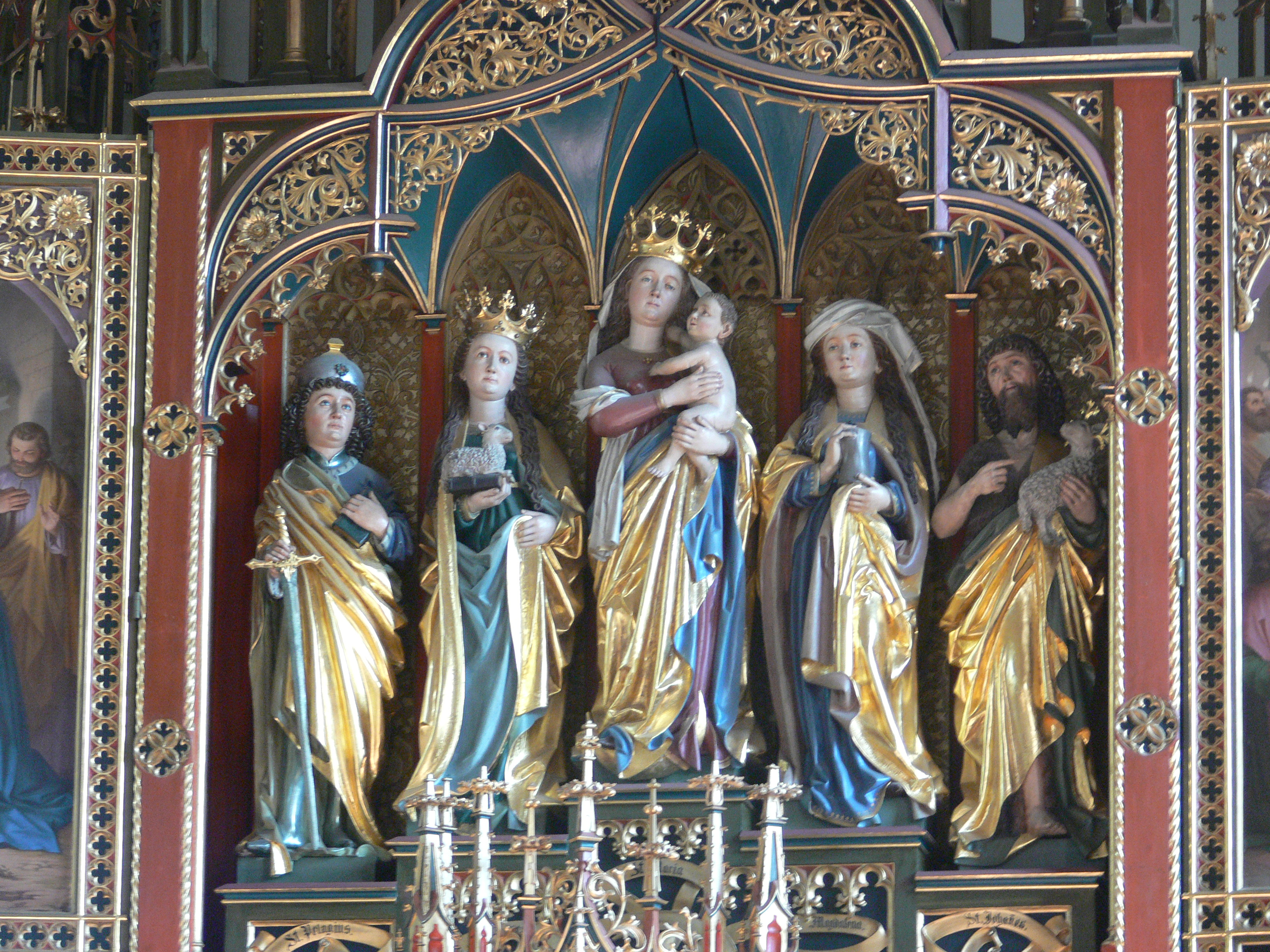
Figure tardogotiche dell'altar maggiore della chiesa parrocchiale di San Pelagio Weitnau (Scuola di Ulm, verso il 1471). San Pelagio sta sulla sinistra

La memoria liturgica di Pelagio cade il 28 agosto nel calendario dell'Arcidiocesi di Friburgo in Brisgovia, come a Cittanova, mentre la festa patronale a Costanza cade il 1º settembre. Pelagio è stato patrono della ex diocesi di Costanza (soppressa nel 1821 da papa Pio VII), della città di Costanza e della sua cattedrale. Soprattutto nella zona della ex diocesi come nella Germania del sudovest e nel nord della Svizzera, si trovano ancor oggi chiese poste sotto il suo patrocinio.